# شاهر عبد الحق
شاهر عبد الحق (1938-2 أكتوبر 2020) هو مليونير رجل أعمال يمني بارز. وهو واحد من الرجال الأكثر شهرة في اليمن.

## مهنة
في عام 1963 تأسست شركة «شاهر للتجارة»، مؤسسة تشارك في البترول والمشروبات الغازية والسياحة والعقارات. ويعروف شاهر عبد الحق باسم «ملك السكر» في اليمن، ويحمل تأثير كبير أيضاً من الناحية السياسية. وهو صديق شخصي للرئيس السابق علي عبد الله صالح. وعلى الرغم من المكانة البارزة له في المجتمع اليمني، إلا أنه خجول من وسائل الإعلام، حيث لم يظهر في أي مقابلات ولم تطبع له أي صورة في الصحافة المحلية  في ديسمبر 2009، عرضت صورته لأول مرة في وسائل الإعلام العامة عندما قامت الصحيفة النرويجية "فيردينس غانغ" بطبع صورة خاصة له.

### وفاته
توفى رجل الأعمال اليمني شاهر عبد الحق بعد اصابته بمرض السرطان في إحدى المستشفيات الألمانية يوم الجمعة 2 أكتوبر 2020.